# Кардуччи, Бартоломео
Бартоломе́о Карду́ччи, или Бартоломе́ Карду́чо (итал. Bartolomeo Carducci, Carduccio, исп. Vicencio, Vicente Carducho; 1560, Флоренция, Тоскана — 14 ноября 1608, Мадрид, Испания) — испанский живописец и скульптор итальянского происхождения, придворный живописец короля Испании Филиппа III. Старший брат и наставник Винченцо Кардуччи.

## Биография
Бартоломео Кардуччи родился во Флоренции, столице Тосканы. Учился архитектуре и скульптуре у Бартоломео Амманати, живописи у Федерико Цуккаро. Ассистировал Цуккаро и Джорджо Вазари в росписи купола флорентийского кафедрального собора Санта-Мария-дель-Фьоре композицией «Страшный суд».
В 1585 году Бартоломео переехал в Испанию вместе с Цуккаро и братом Винченцо для работы над созданием фресок во дворце Эскориал близ Мадрида по заказу короля Филиппа II Испанского. Там же братья создавали картины главного алтаря: «Несение креста», «Бичевание», «Сошествие Святого Духа на апостолов», «Вознесение Девы Марии», «Воскресение Христа».
Федерико Цуккаро вернулся в Италию, а Пеллегрино Тибальди и Бартоломео Кардуччи писали далее для главного алтаря «Поклонение пастухов» и «Поклонение Трёх Королей».
После ухода Тибальди Бартоломео Кардуччи создал несколько фресок в Королевской библиотеке, продолжив работу Пеллегрино Тибальди на потолке композицией «Семь свободных искусств». Вместе с Франсиско Лопесом в качестве ученика он расписал главный алтарь церкви монастыря Сан-Фелипе-эль-Реаль в Мадриде.
В 1598 году он был назначен придворным живописцем короля Филиппа III, работал для церкви Сан-Андрес в Вальядолиде, завоевав дружбу скульптора Помпео Леони и живописца Пантохи де ла Крус. Его последней работой (которую он не смог завершить) была серия фресок во Паласио-дель-Пардо, которую он выполнил после пожара, произошедшего в этом здании в 1604 году. После смерти Бартоломео в 1608 году в должности придворного живописца Филиппа III его сменил брат Винченцо.

## Галерея
- Кающийся святой Иероним. Ок. 1600. Бумага, перо, чернила. Метрополитен-музей, Нью-Йорк
- Бегство в Египет. Между 1600 и 1603. Холст, масло. Государственный Эрмитаж, Санкт-Петербург
- Снятие с креста. 1595. Холст, масло. Прадо, Мадрид
- Тайная вечеря. 1605. Холст, масло. Прадо, Мадрид
- Смерть Святого Франциска Ассизского. 1593. Холст, масло. Национальный музей старого искусства, Лиссабон